# Kevin McCarthy
Kevin McCarthy (Seattle, Washington, Estats Units, 15 de febrer de 1914 − Hyannis, Massachusetts, l'11 de setembre de 2010) va ser un actor estatunidenc de teatre, cinema i televisió, que va actuar en més de dos-cents papers a la televisió i el cinema. Pel seu personatge en la versió cinematogràfica de La mort d'un viatjant, va ser nominat per l'Oscar al millor actor secundari i va guanyar un Premi Globus d'Or. McCarthy és també conegut pel seu paper principal a Invasion of the Body Snatchers, una pel·lícula de terror i ciència-ficció.

## Biografia
McCarthy va tenir una llarga i distingida carrera com a actor de caràcter. Va interpretar alguns papers estel·lars a través de la seva carrera, destacant el clàssic de ciencia-ficció Invasion of the Body Snatchers. A la televisió, va tenir papers en dues sèries de curta durada: The Survivors amb Lana Turner i Flamingo Road per la NBC com Claude Weldon, pare del personatge de Morgan Fairchild. En teatre va posar en escena obres com Anna Christie d'Eugene O'Neill.
McCarthy va ser un de tres actors (amb Dick Miller i Robert Picardo) freqüentment utilitzats pel director Joe Dante.
El 2007 McCarthy va aparèixer com ell mateix a la pel·lícula de Anthony Hopkins Slipstream. La pel·lícula fa diverses referències a Invasion of the Body Snatchers. El 24 d'octubre de 2009, McCarthy va ser honrat en al Festival Internacional de Cinema a Fort Lauderdale. La seva última aparició va ser com l'arquebisbe Ryder en el drama Wesley.
McCarthy va morir de pneumònia l'11 de setembre de 2010 a l'edat de 96 anys.

## Filmografia
Les seves pel·lícules més destacades són

### Cinema
| - 1944: Winged Victory: Ronnie Meade - 1951: La mort d'un viatjant (Death of a Salesman): Biff Loman - 1954: Drive a Crooked Road: Steve Norris - 1954: The Gambler from Natchez: André Rivage - 1955: Stranger on Horseback: Tom Bannerman - 1955: An Annapolis Story: Jim R. Scott - 1956: Invasion of the Body Snatchers: Dr. Miles J. Bennell - 1956: Nightmare: Stan Grayson - 1958: Diamond Safari: Harry Jordan - 1961: The Misfits: Raymond Taber - 1962: 40 Pounds of Trouble: Blanchard - 1963: A Gathering of Eagles: General 'Happy Jack' Kirby - 1963: An Affair of the Skin: Allen McCleod - 1963: El premi (The Prize): Dr. John Garrett - 1964: El millor (The Best Man): Dick Jensen - 1965: Mirage: Sylvester Josephson - 1966: The Three Sisters: Vershinin - 1966: A Big Hand for the Little Lady: Otto Habershaw - 1967: Hotel: Curtis O'Keefe - 1968: The Hell with Heroes: Coronel Wilson - 1968: If He Hollers, Let Him Go!: Leslie Whitlock - 1968: I quattro dell'Ave Maria: Drake - 1972: Richard: Washington Doctor - 1972: Kansas City Bomber: Burt Henry - 1974: Alien Thunder: Sergent Malcolm Grant - 1975: El clan de los inmorales: Ed McLean - 1976: Buffalo Bill and the Indians, or Sitting Bull's History Lesson: el Publicitari (Maj. John Burke) - 1978: Piranya (Piranha): Dr. Robert Hoak - 1978: La invasió dels ultracossos - 1980: Hero at Large: Calvin Donnelly - 1980: Those Lips, Those Eyes: Mickey Bellinger | - 1981: Udols (The Howling): Fred Francis - 1983: My Tutor: Mr. Chrystal - 1983: Twilight Zone: The Movie: Oncle Walt - 1987: Dark Tower: Sergie - 1987: El xip prodigiós (Innerspace): Victor Eugene Scrimshaw - 1987: Hostage: Coronel Shaw - 1989: The Sleeping Car: Vincent Tuttle - 1989: Fast Food: Jutge Reinholte - 1989: UHF: R.J. Fletcher - 1990: Love or Money: William Reed - 1991: Eve of Destruction: William Simmons - 1991: Final Approach: General Geller - 1991: Ghoulies III: Ghoulies Go to College: Prof. Ragnar - 1992: The Distinguished Gentleman: Terry Corrigan - 1993: Matinee: General Ankrum - 1994: Judicial Consent: Jutge Pollan - 1994: Greedy: Bartlett - 1995: Just Cause: Phil Prentiss - 1995: Steal Big Steal Little: Reed Tyler - 1995: Mommy: bomber - 1998: Addams Family Reunion: Avi Addams - 2002: The Legend of Razorback: Zondervan - 2003: Looney Tunes: De nou en acció: Dr. Bennell - 2006: Loving Annabelle: pare Harris - 2006: Fallen Angels: Pasteur Waltz - 2007: Trail of the Screaming Forehead: Latecomer - 2007: Slipstream: Kevin McCarthy - 2008: Her Morbid Desires: el monjo - 2009: Wesley: Bisbe Ryder - 2009: I Do: Ernie |

### Televisió
- 1949: The Ford Theatre Hour (Sèrie TV): Bertram H. Jefferson
- 1950: Pulitzer Prize Playhouse (Sèrie TV): Seth Gale
- 1950-1951: The Prudential Family Playhouse (Sèrie TV): Richartd Kurt / Ben Jordan
- 1950-1953: Studio One (Sèrie TV): Tinent Johnny Quayle / Rochester
- 1952, 1954 i 1957: The Ford Television Theatre (Sèrie TV): Jason Forrester / Tommy Jordan / Russel Stevens
- 1954-1958: Schlitz Playhouse of Stars (Sèrie TV): Glenn Sheridan / Prentice Brown / Mark Quinlin / Un advocat
- 1955: Star Tonight (Sèrie TV): Matt
- 1956: Front Row Center (Sèrie TV): George Whitaker
- 1956: Telephone Time (Sèrie TV): Samuel Howe
- 1956: On Trial (Sèrie TV): Carl Wilson
- 1956-1957: Climax! (Sèrie TV): Brooks / Halsey / Hal Carmichael
- 1957: The 20th Century-Fox Hour (Sèrie TV): Jack O'Leary
- 1957: Cavalcade of America (Sèrie TV): Frank O'Keefe
- 1957: General Electric Theater (Sèrie TV): Wayne Temple / Dr. Towne
- 1959: Sunday Showcase (Sèrie TV): James Valentine
- 1959: Summer of Decision (Sèrie TV): Mr. Rogers
- 1960: The Twilight Zone (Sèrie TV): Prof. Walter Jameson/Tom Bowen/Maj.Hugh Skelton
- 1961: Way Out (Sèrie TV): Dr. Paul Sandham
- 1961: Great Ghost Tales (Sèrie TV): Jerry
- 1961: Ben Casey (Sèrie TV): Dr. Dave Taylor
- 1961-1962: Armstrong Circle Theatre (Sèrie TV): Neil Draper / Bradley Hayward
- 1961 i 1963: The Rifleman (Sèrie TV): Mark Twain / Winslow Quince
- 1962: Going My Way (Sèrie TV): Ray Corbin
- 1962: Target: The Corruptors (Sèrie TV): Frank McCloud
- 1963: The Defenders (Sèrie TV): Ralph Johnson
- 1963: The Eleventh Hour (Sèrie TV): Jim Marnell
- 1964: The Alfred Hitchcock Hour (Sèrie TV): Paul Blackshear
- 1964: Mr. Novak (Sèrie TV): Mr. Williams
- 1964: The Nurses (Sèrie TV): Peter Malone
- 1964-1966: Burke's Law (Sèrie TV): Elliott Dunning / Chukker Curtis / Bill Adams
- 1965: Honey West (Sèrie TV): Jerry Ivar
- 1966: The Fugitive (Sèrie TV): Herb Malone
- 1966: The Man from U.N.C.L.E. (Sèrie TV): Arthur Caresse
- 1966: The Legend of Jesse James (Sèrie TV): Xèrif Dockery
- 1966: 12 O'Clock High (Sèrie TV): Baladin
- 1966, 1967 i 1969: The F.B.I. (Sèrie TV): Lamont / Paul Dorn / James Evans
- 1966-1968: Felony Squad (Sèrie TV): Charles Roland Flagg
- 1967: The Road West (Sèrie TV): Rando
- 1967: Ghostbreakers (Telefilm): Cameron Witherspoon
- 1967: The Invaders (Sèrie TV): Paul 'Cookie' Cook
- 1967: The Guns of Will Sonnett (Sèrie TV): Xèrif Tom Mills
- 1967: Commando Garrison (Sèrie TV): Maj. Richards
- 1967-1968: Judd for the Defense (Sèrie TV): Paul Christopher / Joe Maddox
- 1968: The Wild Wild West, (sèrie TV) - Temporada 4 episodi 2, The Night of the Doomsday Formula, de Irving J. Moore: Major General Walter Kroll
- 1968: The Name of the Game (Sèrie TV): Carter Haines
- 1968: Chaparral (Sèrie TV): James Forrest
- 1968 i 1976: Hawaii Five-O (Sèrie TV): Victor Reese / Hunter R. Hickey
- 1969: Medical Center (Sèrie TV): Clifford Coswell
- 1969: The Survivors (Sèrie TV): Philip Hastings
- 1971: Bearcats (Sèrie TV): Carter Gladstone
- 1971: Mission Impossible (Sèrie TV): Whitmore Channing
- 1972: Between Time and Timbuktu (Telefilm): Bokonon
- 1972: A Great American Tragedy (Telefilm): Mark Reynolds
- 1972: Banacek (Sèrie TV): Allen Markham
- 1973: Columbo (Sèrie TV): Dr. Frank Simmons
- 1974: Great Performances (Sèrie TV): Hart
- 1974: Cannon (Sèrie TV): General Nielson
- 1975: The Seagull (Telefilm): Trigorin
- 1977: Exo-Man (Telefilm): Kamenski
- 1977: Mary Jane Harper Cried Last Night (Telefilm): Tom Atherton
- 1977: The Oregon Trail (Sèrie TV): Levering
- 1980: Portrait of an Escort (Telefilm): Dr. Ken Paige
- 1980-1982: Flamingo Road (Sèrie TV): Claude Weldon
- 1982: Rosie: The Rosemary Clooney Story (Telefilm): Dr. Jones
- 1983: Amanda's (Sèrie TV): Zack Cartwright
- 1983: Making of a Mafe Model (Telefilm): Ward Hawley
- 1983: The Love Boat (Sèrie TV): Barry Cooper
- 1983: Bad City Blues (Sèrie TV): George Hayward
- 1984: Invitation to Hell (Telefilm): Mr. Thompson
- 1984: Dynasty (Sèrie TV): Wes Vandergelder
- 1985: Finder of Lost Loves (Sèrie TV): Ben Harper
- 1985: Deadly Intentions (Telefilm): Reichman
- 1985: Scarecrow and Mrs King (Sèrie TV): William O'Keefe
- 1985: The Midnight Hour (Telefilm): Jutge Crandell
- 1985, 1991-1992: Murder She Wrote (Sèrie TV): Milton Porter / Randolph Sterling / Walter Bowman
- 1986: A Masterpiece of Murder (Telefilm): Jonathan Hire
- 1986: Fame (Sèrie TV): Mr. William Quigley
- 1986: The Golden Girls (Sèrie TV): Richard
- 1986: The A-Team (Sèrie TV): Bob McKeever
- 1986-1987: Dynasty II (Sèrie TV): Lucas Carter
- 1987: Square One TV (Sèrie TV): Norman Mailbag
- 1987: Mathnet (Sèrie TV): Norman Mailbag
- 1987: LBJ: The Early Years (Telefilm): Joseph Kennedy
- 1987: Home (Telefilm): Edison
- 1987: The Long Journey Home (Telefilm): Harland Everett
- 1987: Poor Little Rich Girl: The Barbara Hutton Story (Telefilm): Franklyn Hutton
- 1987: Head of the Class (Sèrie TV): Lawrence P. Whitley
- 1988: Hi havia una vegada un tren (Once Upon a Texas Train) (Telefilm): el governador
- 1988: A la chaleur de la nuit (Sèrie TV): Harold LaPierre
- 1988: Channel 99 (Telefilm): el general
- 1988: Simon i Simon (Sèrie TV): Doug McKenna
- 1989: China Beach (Sèrie TV): Holmes
- 1989: Matlock (Sèrie TV): Jonathan Horton
- 1990: The Rose and the Jackal (Telefilm): Sen. Wilson
- 1991: Father Dowling Mysteries (Sèrie TV): Laidlow/Stackpole
- 1991: Dead on the Money (Telefilm): Waverly Blake
- 1991: Charlie Hoover (Sèrie TV): Mr. Culbertson
- 1992: Duplicates (Telefilm): Dr. Congemi
- 1992: Human Target (Sèrie TV): Harry Chance
- 1992: Batman (Sèrie TV): Dr. Long (Veu)
- 1992: Tales from the Crypt (Sèrie TV): Jack
- 1993: Love & War (Sèrie TV): Fletch
- 1994: Rebel Highway (Sèrie TV): Miles
- 1994: Roadracers (Telefilm): Miles
- 1994: Dream On (Sèrie TV): Wade
- 1995: Liz: The Elizabeth Taylor Story (Telefilm): Sol Siegel
- 1995: The Sister-in-Law (Telefilm): George Richards
- 1996: Boston Common (Sèrie TV): Professor Weaver
- 1997: Early Edition (Sèrie TV): Jutge Jake Wellborn
- 1997: The Second Civil War (Telefilm): Cap del staff
- 2000: The District (Sèrie TV): Reese
- 2005: Eyes (Sèrie TV): Jutge Leonard Donnelly

## Premis i nominacions
Premis
- 1952: Globus d'Or a la millor promesa masculina per La mort d'un viatjant

Nominacions
- 1952: Oscar al millor actor secundari per La mort d'un viatjant